# Quadroppia omodeoi
Quadroppia omodeoi är en kvalsterart som beskrevs av Sandór Mahunka och Giulio Paoletti 1984. Quadroppia omodeoi ingår i släktet Quadroppia och familjen Quadroppiidae. Inga underarter finns listade i Catalogue of Life.